# The Magic Christian (film)
The Magic Christian is een Britse komische film uit 1969. Deze film is geregisseerd door Joseph McGrath. Sir Guy Grand adopteert een dakloze genaamd Youngman Grand. Grand is de rijkste man op aarde op dat moment en gaat samen met Youngman de wereld in om te bewijzen dat je alles kunt kopen in het leven.

## Rolverdeling
| Acteur               | Personage               |
| -------------------- | ----------------------- |
| Ringo Starr          | Youngman Grand          |
| Peter Sellers        | Sir Guy Grand           |
| Raquel Welch         | Priesteres van de zweep |
| John Cleese          | Manager van Sotheby's   |
| Roman Polanski       | Eenzame drinker         |
| Christopher Lee      | Scheepsvampier          |
| Richard Attenborough | Coach van Oxford        |
| Isabel Jeans         | Dame Agnes Grand        |
| Caroline Blakiston   | Esther Grand            |